# 志度藤雄
志度 藤雄（しど ふじお、1901年 - 1986年）は、日本のフランス料理人。吉田茂が首相を務めていた際に官邸料理人の任に就き「吉田茂の料理番」、「日本のフレンチの草分け」、「フレンチの先駆者」、「ムッシュ志度」とも称される。

## 来歴
香川県大川郡三本松町（大内町を経て、現在の東かがわ市）で植田右衛門・かつ夫妻の間の8人兄弟の末っ子に生まれる。生後間もなく、志度繁太郎・まさ夫妻の三男として養子となる。
三本松尋常高等小学校を卒業後、義理の叔父が経営する神戸市の西洋料理屋「精養軒」へ住み込みで働く。4年以上勤めた後、先輩や友人の勧めでいくつか働き先を移り歩いた後、1921年に京都市の「萬葉軒」に就職する。萬葉軒の料理長は秋山徳蔵の一番弟子である今川金松であった。今川の仕事ぶりに感銘を受け、日本郵船所有の香取丸の料理人となる。ロンドンへ船が着くと脱船し、ピカデリー・ホテルへ行くがそこの料理に失望する。不法入国で逮捕され日本に強制送還されるが、船がマルセイユへ寄港した際に再び脱走し、パリの日本食レストラン「常磐」に就職し、並行してコルドン・ブルー料理学校に通う。オテル・ドゥ・クリヨン、ル・ムーリスなどで修行を続ける。
重光葵、吉田茂の知遇を得、1941年に閉鎖されるまでイギリスの在英国日本国大使館の料理長を務める。
日本に帰国後、「日動グリル」の料理長を務め「フォン・ド・ヴォー・カレー」を創作したことで一躍有名になる。戦時中は岡山に疎開していたが、戦後、吉田茂に促されて、上京した。1956年にレストラン「花の木」の料理長となる。その後、官邸料理人、「メイゾン・シド」、｢四季｣の料理長を務める。メイゾン・シドは高峰秀子と松山善三が挙式の際に披露宴を開催したことでも知られる。
「四季」で料理長を務めていた際に、3年ほど坂井宏行が弟子となっており、坂井は料理人としての自分に大きな影響を与えた3人の人物の1人に志度の名前を挙げている。「四季」での志度は朝は誰よりも早く厨房に入り、夜は坂井らを帰した後も厨房に残り、店の全てに目を行き届かせるという、料理同様、完璧主義の人だったと坂井は語っている。
1972年、フランス料理アカデミー賞を受賞。

## 創作
- フォン・ド・ヴォー・カレー
- パリ・ソワール（Soupe Paris Soir）
冷やしてゼリー状にしたコンソメスープとヴィシソワーズとを交互にガラス器に注ぎ入れたもの。パリの夕暮れの意で、コンソメを夕焼けに、ビシソワーズを雲に見立てて命名された。

## 著書
- 『志度フランス料理 鶏・卵料理編』 柴田書店 1972年
- 『一料理人として : 神戸・パリ・ロンドン・銀座』 文化出版局 1981年 ISBN 978-4579300914

### 雑誌掲載
- 『Hotel review』 日本ホテル協会 1951年5月号 「クツキング・ストーリ」
- 『あまカラ』 甘辛社 1968年 続200号 「ワンマン逸聞」 - 北岡秀義、佐藤良造、辻嘉一、西沢恒夫らとの座談会
- 『月刊食堂』 柴田書店 1962年9月号 「若い料理人のために」

## TV番組
- 日本ハムプレゼンツ『世界を変えた料理人』（日本テレビ系 2007年9月30日 15:00-16:25） - 村上信夫、辻村あさこ（美空ひばりお抱えシェフと呼ばれる）と共に番組で採り上げられた[6]。